# Kristofer Ottosson
Jan Kristofer "Otto" Ottosson, född 9 januari 1976 i Skarpnäcks församling, är en svensk före detta ishockeyspelare som spelade större delen av sin karriär för Djurgårdens IF.
Han var en av de spelarna i laget som har varit i klubben längst tid och var med då laget tog guld 2000-2001.
Han blev även utnämnd till Årets Järnkamin 2012/2013 av Djurgårdens supportergrupp Järnkaminerna.

## Klubbar
- Huddinge IK 1996-1999
- Arlanda Wings 1996-1997
- Djurgårdens IF 1994-1996, 1999-2013
- Haninge HC 1994-1995